# شیمون واتانابه
شیمون واتانابه (انگلیسی: Shimon Watanabe؛ زادهٔ ۱۰ دسامبر ۱۹۹۰) بازیکن فوتبال اهل ژاپن است.